# Kiss×sis
Kiss×sis ist eine Seinen-Manga-Reihe, die von Mangaka Bow Ditama geschrieben und gezeichnet wird. Der Manga erscheint seit Ende 2005 im Young Magazine, das von Kōdansha herausgegeben wird. Die Reihe wurde vom japanischen Animationsstudio feel. 2008 zunächst als OVA-Reihe und 2010 als Anime-Fernsehserie adaptiert.

## Inhalt
Ausgangspunkt ist das Leben des Jungen Keita Suminoe (住之江 圭太), welcher gerade dabei ist, seinen Abschluss in der Mittelstufe zu machen. Jedoch erweist sich das Lernen für die anstehenden Examen als äußert anstrengend. Denn sein Vater hat erneut geheiratet, und seine neue Mutter bringt auch gleich die zwei hübschen Zwillingsschwestern Ako Suminoe (住之江 あこ) und Riko Suminoe (住之江 りこ) mit, welche auch noch älter sind als er. Da sich auch noch beide in Keita verliebt haben, kommt es zu Komplikationen. So stehen die beiden in einem Wettkampf um die Gunst Keitas, dem dieser Gedanke gar nicht behagen mag, da er die beiden anfangs bloß als seine älteren Schwestern sieht. Doch die beiden scheuen sich nicht, ihre Liebe zu ihrem "Bruder" auch in der Öffentlichkeit zu zeigen, weshalb viele denken, die drei würden Inzest betreiben. Auch bei seinen Eltern findet er keine Hilfe, da beide ihn sogar ermuntern, sich für eine der Schwestern zu entscheiden und diese zu heiraten. Später sieht er aber ein, dass seine Schwestern auch nur normale Mädchen sind. Jedoch kann er sich nicht zwischen Ako und Riko entscheiden, welche stets versuchen, ihn mit allen Mitteln zu verführen.
Dummerweise läuft es für ihn in der Schule auch nicht so gut, und so stellen für ihn die Abschlussprüfungen eine große Hürde dar. Dabei findet er jedoch in seinen Schwestern eine gute Unterstützungsmöglichkeit, die sich jedoch nicht ganz ohne Hintergrundgedanken dazu hergeben, ihn zu unterrichten, damit er den gleichen Bildungsweg wie sie selbst einschlagen kann. Allerdings kommt er dadurch nur selten zum Lernen, denn schließlich bemühen sich Ako und Riko auch weiterhin um seine Gunst.
Wenn er also nicht gerade zu Hause von seinen Schwestern „belästigt“ wird, sieht er sich in der Schule mit drei weiteren weiblichen Charakteren konfrontiert, die eine wesentliche Funktion in der Handlung spielen. Die vollbusige Meganekko Miharu Mikuni (三国 美春), die eine zurückhaltende und etwas ängstliche Persönlichkeit besitzt, verwickelt sich unfreiwillig in die Beziehungen von Keita und seinen Schwestern. In diversen peinlichen Momenten, bei denen sie die Kontrolle über ihre Blase verliert, kommen sich beide des Öfteren einander näher. Dadurch stets in seiner Nähe nervös kommen ihr diverse perverse Vorstellungen in den Sinn. Im Gegensatz zu Miharu macht die jüngere Mikazuki Kiryū (桐生 三日月) direkt Jagd auf Keita und nutzt die Gelegenheit, um sich vor ihm auffällig und anreizend zu präsentieren, was Keita obendrein auch noch den Ruf eines Lolicon einbringt. Darauf wird insbesondere Yūzuki Kiryū (桐生 夕月), die Klassenlehrerin und ältere Schwester von Mikazuki, aufmerksam. Daraufhin verfolgt sie ihn selbst in ihrer Freizeit und zeigt als sexuell unerfahrene, jungfräuliche Lehrerin obendrein auch noch Gefühle für Keita. Privat ist sie eine Fujoshi (weibliche Otaku), was sie natürlich unter allen Umständen vor ihren Schülern verheimlichen will. Zugleich wird sie von Ako und Riko als starke Konkurrentin angesehen, da sie sich einbilden, dass Keita sich zu großbusigen, älteren Frauen hingezogen fühle.

## Entstehung und Veröffentlichungen
Der Manga Kiss×sis wird von Bow Ditama, Zeichner von Mahoromatic, sowohl geschrieben als auch illustriert. Ein Pilotkapitel erschien in der Ausgabe 8/2004 von Kōdanshas Weekly Young Magazine. Eine reguläre zweimal im Monat erscheinende Veröffentlichung des Mangas begann im Dezember 2005. Im Dezember 2009 änderte sich der Ausgaberhythmus des Magazins. Seitdem erscheinen die Kapitel des Mangas im monatlichen Abstand.
Zusammengefasste Kapitel erschienen seit 6. September 2007 als Tankōbon beim Imprint KC Deluxe, das wie das Magazin von Kōdansha herausgegeben wird. Seit Dezember 2008 mit Band 3 wurden die Ausgaben in zwei Fassungen angeboten, wovon die Sonderausgaben bis Band 14 mit einer zusätzlichen DVD versehen waren, auf der sich die jeweils eine Folge der darauf aufbauend produzierten OVA-Reihe befand. Der limitierten Fassung von Band 15 war eine Hörspiel-CD beigelegt.
- Bd. 01: 6. September 2007, ISBN 978-4-06-372344-1
- Bd. 02: 4. Januar 2008, ISBN 978-4-06-375428-5
- Bd. 03: 22. Dezember 2008, ISBN 978-4-06-375613-5 / ISBN 978-4-06-937284-1
- Bd. 04: 22. Mai 2009, ISBN 978-4-06-375723-1 / ISBN 978-4-06-937296-4
- Bd. 05: 20. November 2009, ISBN 978-4-06-375829-0 / ISBN 978-4-06-358298-7
- Bd. 06: 4. Juni 2010, ISBN 978-4-06-375925-9 / ISBN 978-4-06-358311-3
- Bd. 07: 22. November 2010, ISBN 978-4-06-375998-3 / ISBN 978-4-06-358322-9
- Bd. 08: 22. Juni 2011, ISBN 978-4-06-376073-6 / ISBN 978-4-06-358339-7
- Bd. 09: 30. November 2011, ISBN 978-4-06-376158-0 / ISBN 978-4-06-358355-7
- Bd. 10: 6. Juli 2012, ISBN 978-4-06-376662-2 / ISBN 978-4-06-358380-9
- Bd. 11: 6. Februar 2013, ISBN 978-4-06-376788-9 / ISBN 978-4-06-358403-5
- Bd. 12: 6. November 2013, ISBN 978-4-06-376926-5 / ISBN 978-4-06-358439-4
- Bd. 13: 6. August 2014, ISBN 978-4-06-377037-7 / ISBN 978-4-06-358487-5
- Bd. 14: 6. April 2015, ISBN 978-4-06-377162-6 / ISBN 978-4-06-358745-6
- Bd. 15: 6. November 2015, ISBN 978-4-06-362318-5 / ISBN 978-4-06-362318-5
- Bd. 16: 6. April 2016, ISBN 978-4-06-377455-9
- Bd. 17: 4. November 2016, ISBN 978-4-06-393070-2
- Bd. 18: 2. Mai 2017, ISBN 978-4-06-393185-3
- Bd. 19: 6. Dezember 2017, ISBN 978-4-06-510536-8
- Bd. 20: 6. Juli 2018, ISBN 978-4-06-512017-0
- Bd. 21: 6. Mär. 2019, ISBN 978-4-06-514797-9

## Original Video Animation
Im Juni 2008 wurde bekannt gegeben, dass aufbauend auf der Mangareihe eine Reihe von OVAs (präziser OADs) produziert werden soll. Das Animationsstudio feel. verfilmte unter der Regie von Munenori Nawa den Manga. Die erste Folge mit dem Titel Episode 0 wurde zusammen mit der limitierten Fassung des 3. Mangabandes am 22. Dezember 2008 veröffentlicht. Seitdem erschien zeitgleich mit weiteren limitierten Tankōbon-Veröffentlichungen des Mangas jeweils eine weitere Folge der OVA-Reihe. Die letzte 12 Folge war Band 14 vom 6. April 2015 beigelegt.
Im Vorspann der Folgen wurde Titel Futari no ♥ Honey Boy (ふたりの♥ハニーボーイ, Futari no ♥ Hanibōi) gespielt, der von Ayana Taketatsu und Yuiko Tatsumi, den Sprecherinnen von Ako und Riko, interpretiert wurde. Der Abspann war mit dem Titel Hoshizora Monogatari (星空物語) von Nana Takahashi unterlegt.
Im Januar 2023 kündigte AniMoon Publishing an, sowohl die Original Video Animation als auch die Fernsehserie mit japanischer und deutscher Vertonung auf DVD und Blu-ray zu veröffentlichen. Die Veröffentlichung sei für Ende 2023 geplant. Tatsächlich sollte sich der Start der Veröffentlichung bis zum April 2024 verzögern.

## Synchronisation
| Rolle          | japanischer Sprecher (Seiyū) | deutscher Sprecher      |
| -------------- | ---------------------------- | ----------------------- |
| Keita Suminoe  | Ken Takeuchi                 | Tobias John von Freyend |
| Ako Suminoe    | Ayana Taketatsu              | Jana Dunja Gries        |
| Riko Suminoe   | Yuiko Tatsumi                | Samina König            |
| Miharu Mikuni  | Yoriko Nagata                | Sabrina Schwarz         |
| Yūzuki Kiryū   | Asami Imai                   | Sonja Spuhl             |
| Mikazuki Kiryū | Asuka Okame                  | Ness Gerung             |